# Blästrad levande
Blästrad levande är ett livealbum med Lok, släppt den 23 februari 2003.
Producerad & mixad av Johan Reivén.
Inspelad på Heden i Göteborg den 14 augusti 2002, av Sveriges Radio P3 Live.
1. Intro
2. Kompanjoner
3. Hur många grisar är vi nu?
4. Scudmissil (den lede fi)
5. Skrubbsår
6. Oj oj oj (hejdå klick)
7. Passa dig
8. Stänkskärmar och sprit
9. Lägg av
10. Sug min
11. Ta stryk
12. Bedragaren i murmansk
13. Taftamanabag
14. Tommys Ponny
15. Ensam gud
16. Staden Göteborg
17. LOK står när de andra faller
18. Rosa
19. Outro